# Ge mig en plats där jag kan växa
Ge mig en plats där jag kan växa är en psalm med text och musik av musikpedagogen Per-Håkan Sandberg.

## Publicerad som
- Nr 916 i Psalmer i 2000-talet under rubriken "Kyrkliga handlingar".